# Nový Maletín
Nový Maletín (německy Neu Maletein) je malá vesnice, část obce Maletín v okrese Šumperk. Nachází se asi 2 km na jih od Maletína. V roce 2009 zde bylo evidováno 24 adres. V roce 2001 zde trvale nežil žádný obyvatel
Nový Maletín je také název katastrálního území o rozloze 0,98 km2.

## Historie
První písemná zmínka o obci pochází z roku 1536.

## Pamětihodnosti
- Krucifix